# NGC 7207
NGC 7207 (другое обозначение — PGC 68017) — линзообразная галактика (S0) в созвездии Пегас.
Этот объект входит в число перечисленных в оригинальной редакции «Нового общего каталога».